# Régularité maçonnique
Depuis ses origines, la franc-maçonnerie utilise le mot « régulier » comme synonyme de « légitime », le terme français venant du mot anglais « regular » qui signifie dans ce contexte « normal », « standard », « ordinaire » ou « habituel ».
C'est pourquoi toutes les obédiences maçonniques se considèrent elles-mêmes comme « régulières » dans les querelles qui les opposent sur la question de la régularité maçonnique, laquelle trouve son origine dans la nécessité, pour chacune d'entre elles, de définir à quelles conditions elle peut reconnaître les autres comme légitimes, exemptes de déviations graves et authentiquement maçonniques.
Dans de nombreuses obédiences, ces conditions prennent la forme de listes de « Basic Principles », de « landmarks » ou de « règles » marquant les limites au-delà desquelles la pratique maçonnique d'une autre obédience sera considérée par elles comme déviante et inauthentique.

## Généralités

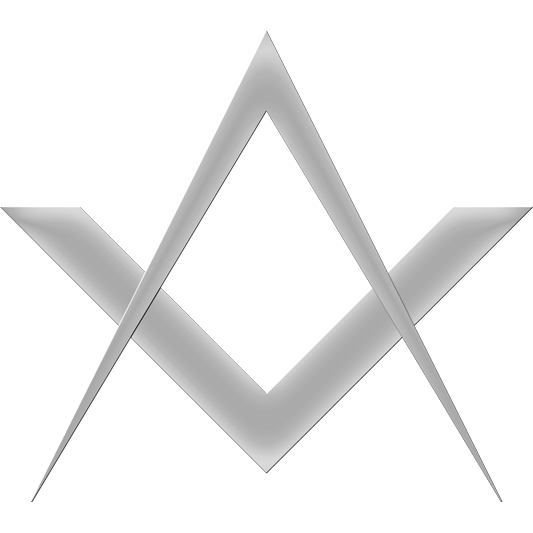
Le symbole maçonnique.

Les discussions concernant ces règles de légitimité sont très variées et complexes. Du point de vue strictement historique, on notera d'ailleurs que la question de la régularité ne commence à se poser que lorsque deux tendances (on dirait aujourd'hui : deux obédiences) au moins se discernent.
C'est le cas en France lorsque la tendance qui émerge en 1717 à Londres vient concurrencer la plus ancienne formée à la fin du XVIIe siècle sous l'influence des partisans de la dynastie des Stuarts. Alors, en écho d'un clivage politique, apparaît la première querelle de régularité, au sens où les francs-maçons se réclamant de Londres (Hanovriens), contestent les autres (Jacobites), et réciproquement. En France, où l'on épouse plutôt la cause jacobite, un magistrat d'Epernay souvent en séjour à Paris, Philippe-Valentin Bertin du Rocheret, qualifie en 1737 sa loge de "plus régulière de France", ayant été constituée par le grand maître jacobite de l'époque, le comte Charles Radcliffe of Derwentwater.
En analyse contemporaine quelques thèmes sont prédominants et deux groupes principaux sont en présence :

### Groupe dit des «Obédiences régulières»
À quelques nuances près, les obédiences du premier groupe exigent :
- La croyance en Dieu, à des degrés divers, allant de la « Foi en Dieu » pour certaines, à la simple « croyance en l'existence d'un Être suprême » pour d'autres.
- La présence d'un livre sacré dit Volume de la Sainte loi (Bible, Torah, Coran, Granth, etc.) dans la loge.
- L'interdiction de toutes discussions politiques ou religieuses en loge.
- L'interdiction de toute présence féminine.
- L'interdiction de toute cérémonie commune avec les obédiences ne respectant pas les 4 points précédents.

Elles se dénomment le plus souvent elles-mêmes « régulières », c'est-à-dire « légitimes » par opposition aux autres qu'elles jugent « irrégulières ». Elles appartiennent presque toutes au groupe des obédiences reconnues par la Grande Loge unie d'Angleterre.

#### Mécanismes de reconnaissance et de régularité en Amérique du Nord
La conférence des grands-maîtres d'Amérique et du Canada a créé en 1951 la « Commission on Information for Recognition » qui évalue la régularité des obédiences du monde entier en fonction de 3 critères :
1. Légitimité des origines.
2. Exclusivité de la juridiction territoriale, ou sinon par consensus ou entente mutuelle.
3. Adhésion aux anciens devoirs, surtout en ce qui concerne la croyance en Dieu, la présence du Volume de la Loi sacrée en loge et l'interdiction formelle de toute discussion religieuse ou politique en loge.

Cette commission échange des informations avec toutes les obédiences régulières du monde.

### Groupe dit des «Obédiences libérales»
À quelques nuances près, les obédiences du second groupe rejettent les exigences du premier groupe et de plus, contrairement à lui :
- Reconnaissent la légitimité des francs-maçonneries féminines et mixtes.
- Refusent de reconnaître les obédiences qui pratiquent une ségrégation religieuse[n 3] ou raciale[n 4] dans le recrutement de leurs membres.

Elles se dénomment souvent elles-mêmes « libérales » ou « a-dogmatiques », par opposition aux autres, qu'elles jugent « dogmatiques ». Elles appartiennent souvent au groupe des obédiences reconnues par le Grand Orient de France et/ou par le CLIPSAS.

### Autres obédiences
Il existe également d'assez nombreuses obédiences dont les caractéristiques ne permettent de les classer dans aucun de ces deux groupes.

### Contestations de terminologie
Le débat est souvent compliqué par des questions sémantiques :
- Les obédiences du groupe dit « libéral » n'acceptent pas de reconnaître la qualification de « régulier » au premier groupe, car ce serait accepter par contrecoup pour elles-mêmes le qualificatif de « non-régulier ».
- À l'inverse, les obédiences du groupe dit « régulier » n'acceptent pas que l'autre groupe s'intitule « a-dogmatique » ou « libéral », car ce serait admettre par contrecoup qu'elles-mêmes ne le seraient pas.

### Régularité, reconnaissance et intervisites
La question de la régularité est parfois confondue avec celle de la reconnaissance mutuelle entre obédiences bien qu'elle en soit distincte aux yeux des spécialistes:
En effet, pour prendre un exemple, telle obédience admettra que telle autre obédience a une pratique maçonnique qui est en tous points conforme à ses propres conceptions, « landmarks » (éventuellement récents) ou « critères de régularité » (supposés inchangés depuis les Anciens Devoirs), mais ne lui accordera cependant pas sa « reconnaissance » pour d'autres raisons.
Dans l'histoire récente, on a vu ainsi des obédiences refuser ou retirer leur "reconnaissance" à d'autres :
- Pour des raisons d'exclusivité territoriale, certaines obédiences ne reconnaissant qu'une seule autre obédience par pays.
- Pour des raisons de discrimination, devenues à leurs yeux inconciliables avec la morale, même si les « Anciens Devoirs » ou les anciens « landmarks » n'interdisaient pas autrefois les discriminations.
- Voire parfois pour des raisons de contentieux financier.

La reconnaissance d'une obédience par une autre conditionne presque toujours la possibilité de visites mutuelles en loge, même si, dans la pratique, les interdictions théoriques de visites mutuelles sont parfois contournées. Par ailleurs, il n'est pas rare que des obédiences maçonniques qui ne se reconnaissent pas mutuellement puissent avoir néanmoins des relations de coopération mutuelles en des occasions particulières, par exemple pour partager des locaux ou pour organiser des expositions muséologiques.

## Origine et évolution du concept de régularité maçonnique
Si le concept assez large et complexe de « régularité maçonnique » est relativement récent, l'adjectif « régulières » (« regular ») dans l'expression « loges régulières » apparaît dès les premiers conflits évoqués ci-dessus entre francs-maçons hanovriens et francs-maçons jacobites. On l'emploie pour distinguer les loges que l'on juge comme étant d'origine légitime, des autres, jugées illégitimes par le locuteur[source insuffisante], étant entendu que la notion "d'origine" appelle elle-même une discussion. De fait, en dépit des exhortations à la neutralité politique, ni les partisans des Stuarts, précurseurs des loges européennes, ni leurs rivaux Hanovriens ne peuvent s'empêcher de concevoir leurs propres activités en référence au(x) souverain(x) dont ils se considèrent les sujets. Pour les uns ou les autres il n'y a légitimité d'une loge, donc régularité, que si elle a été reconnue (constituée) dans l'espace où ils sont dominants. À cet égard, il ne faut jamais oublier qu'en 1688-1689, la révolution qui se produit en Angleterre est à l'origine du clivage entre ces deux factions britanniques. Les partisans des Stuarts sont chassés de Grande-Bretagne et viennent se réfugier en France à la suite de leur roi Jacques II (d'où le qualificatif de Jacobites), et ce sont eux qui marquent de leur empreinte la franc-maçonnerie française. Leur influence persistera nettement jusqu'au milieu du XVIIIe siècle, voire jusqu'en 1766 qui voit la disparition à Rome de Jacques III, fils de Jacques II[réf. nécessaire]. Ce qui n'est évidemment pas le cas de leurs vainqueurs qui, après la disparition de Guillaume d'Orange, puis l'intermède du règne d'Anne Stuart, épousent en 1714 la cause de George Ier de Hanovre et de son fils George II.
Pour certains, qui jugent plutôt le fonctionnement d'une loge ou d'une obédience en interne, sans considération politique, le mot doit être davantage compris dans le sens anglais (« regular », c’est-à-dire « normal ») que par rapport à l'idée d'une règle au sens latin des ordres monastiques. Dans ce cas, il recouvre une notion beaucoup plus ancienne qui n'est pas exactement superposable à celle des landmarks, puisqu'elle fait référence aux « Anciens Devoirs », c’est-à-dire aux anciennes règles de métier des corporations de maçons. Or ces règles:
- Ne sont pas toujours directement transposables, sans une interprétation métaphorique, à la franc-maçonnerie moderne, dite "spéculative". C'est par exemple le cas des règles qui régissaient le paiement des travaux ou l'interdiction d'employer sur les chantiers de l'époque des travailleurs handicapés.
- Ont toujours été en partie différentes selon les époques et les régions.
- Furent « refondues » à l'époque d'Anderson, dans une synthèse qui fut contestée dès son origine (conflit des « Antients » et des « Moderns »)[7].

La plupart des obédiences se sont par la suite plus ou moins accordées au fil du temps sur un ensemble de règles, formulées de manière suffisamment souple, et parfois dénommées « critères de régularité ». On est ainsi passé d'une qualification (loges dites « régulières »), basée sur un simple jugement de valeur exprimé comme tel, à la recherche d'un concept articulé autour de critères objectifs : la « régularité maçonnique »[réf. nécessaire].
La question de la régularité prend une dimension nouvelle en 1877, avec la résolution passée par le Conseil Suprême de la Grande loge unie d'Angleterre qui interdit toute alliance, ou relation maçonnique avec le Grand Orient de France, au motif que ce dernier ne requiert plus de profession de foi dans l'existence de Dieu de la part de ses candidats à l'admission.
De nos jours, les obédiences du courant « principal » s'accordent généralement soit sur la liste de critères promulguée par la Grande Loge Unie d'Angleterre, dans sa version de 1929 ou dans celle, légèrement différente, de 1989, soit sur la base des trois principaux landmarks formulés par les Grandes Loges des États-Unis dans les années 1950.
D'autres obédiences, tout en accordant une grande importance à cette question de la régularité, ajoutent ou retranchent certaines choses à leurs propres listes de « critères de régularité ». C'est par exemple le cas de celles qui n'acceptent les Anciens Devoirs que dans les strictes limites de la version donnée par Anderson, en 1723. Ainsi par exemple, les loges de ces obédiences demanderont à leur Grand Maître une dispense (toujours accordée dans la pratique) chaque fois qu'elles voudront initier une personne handicapée. À l'inverse, d'autres obédiences considèrent comme un critère traditionnel de régularité l'interdiction des discriminations religieuses ou raciales, se référant à l'esprit de tolérance manifesté dans les Constitutions d'Anderson plus qu'à sa lettre[réf. nécessaire].

## Le concept de landmark dans la franc-maçonnerie américaine
Selon les constitutions de la Grande Loge de Londres, publiées en 1723, « Chaque Grande Loge annuelle détient le pouvoir et l'autorité de créer de nouvelles règles ou de les modifier, pour le bien de l'ancienne fraternité, à condition de toujours préserver soigneusement les anciens « Land-Marks ». Toutefois, ces landmarks ne furent jamais définis de quelque manière que ce soit. La première tentative de le faire fut celle du docteur Albert Mackey, aux États-Unis, en 1856.
Dans le contexte de l'époque, la franc-maçonnerie américaine permettait à ceux de ses membres qui participaient à la Conquête de l'Ouest de trouver aide et secours dans leurs dangereux voyages. La question de la reconnaissance mutuelle entre les Grandes Loges des différents États, et donc celle des secours entre leurs membres ainsi que celle de l'assistance à leurs éventuels veuves et orphelins était donc parfois d'une importance vitale.
Albert Mackey posa le principe de trois caractéristiques essentielles pour qu'une règle soit reconnue comme landmark :
1. Être une notion reconnue comme d'ancienneté immémoriale ;
2. Être universelle ;
3. Être absolument irrévocable.

Il proclama en avoir identifié vingt cinq. Toutefois, d'autres auteurs, en reprenant ses travaux et en conservant les mêmes principes, en publièrent des listes différentes. Ainsi, en 1863, George Oliver en publia une liste de 40 sous le nom de « Trésor de la franc-maçonnerie ». Au cours du XXe siècle plusieurs Grandes Loges des États-Unis décidèrent de publier ce qu'elles considéraient comme leurs landmarks. Leur nombre varie, de sept (pour la Virginie) à cinquante quatre (pour le Kentucky), en passant par de nombreuses valeurs intermédiaires, par exemple dix pour le New Jersey et trente neuf pour le Nevada.
D'autres auteurs ont proposé d'autres versions. Ainsi Joseph Fort Newton donne une définition plus simple et synthétique :
« La paternité de Dieu, la fraternité des hommes, la loi morale, la règle d'or et l'espérance en la vie éternelle. »
Pour Roscoe Pound, il y a six landmarks :
1. Croire en un Être suprême ;
2. Croire en la persistance de la personnalité[n 6] ;
3. La présence indispensable d'un « livre de la loi » parmi les objets utilisés en loge ;
4. La légende d'Hiram au troisième degré ;
5. Le symbolisme faisant référence à l'art de bâtir ;
6. Le fait que tous les membres de l'obédience soient des hommes, nés libres[n 7], et d'âge mûr.

Dans les années 1950 la « Commission d'information pour les questions de reconnaissance de la conférence des grands-maîtres francs-maçons d'Amérique du Nord » (Commission for Information for Recognition of the Conference of Grand Masters of Masons in North America) proposa de ramener ces landmarks à trois :
1. Monothéisme : une foi inaltérable et continue en Dieu ;
2. Présence du « Volume de la Loi Sacrée » (la Bible) dans la loge ;
3. Interdiction de toutes discussions politiques ou religieuses.

## Basic principlesde la Grande Loge unie d'Angleterre
Charles Cousin, président du conseil de l'ordre du Grand Orient de France, écrivit le 28 novembre 1884 au Prince de Galles, grand maître de la Grande Loge unie d'Angleterre, pour déplorer la « situation regrettable… faite aux maçons français par les ateliers soumis à la juridiction de la Grande Loge d'Angleterre ». Il reçut quelques semaines plus tard du grand secrétaire Shadwell H. Clerke une réponse courtoise :

« …mais la Grande Loge d'Angleterre soutient et a toujours soutenu que la croyance en Dieu est la 
première grande marque de toute vraie et authentique Maçonnerie, et qu'à défaut de cette croyance
professée comme le principe essentiel de son existence, aucune association n'est en droit de se
réclamer de l'héritage des traditions et des pratiques de l'ancienne et pure Maçonnerie. L'abandon
de ce Landmark, dans l'opinion de la Grande Loge d'Angleterre, supprime la pierre fondamentale de
tout l'édifice maçonnique… »

En 1929, époque où l'Empire britannique connaît une crise importante et cherche des repères, la Grande Loge unie d'Angleterre publie ses « Principes de base pour la reconnaissance par elle d'une autre grande loge », plus communément appelés « basic principles ».
Ils permettront par la suite à de nombreux auteurs de cristalliser les oppositions de la franc-maçonnerie mondiale en deux camps principaux bien distincts :
- Les grandes loges qui seront reconnues par la Grande Loge unie d'Angleterre (elles lui reconnaîtront en contrepartie la prééminence en tant que « loge mère du monde »)
- … et toutes les autres.

Ce groupement mondial d'obédiences pour la plupart de langue anglaise, très souvent situées dans les anciennes colonies britanniques, et réunies autour de principes communs, à égalité de droits bien qu'en conservant une préséance particulière pour l'obédience britannique présente de nombreuses similitudes avec le développement du Commonwealth dans les années 1920.

### Rédaction de 1929
La rédaction de 1929 des Basic Principles est la suivante :
« 
Le Très Respectable Grand Maître ayant exprimé le désir que le Bureau établisse une déclaration des Principes de Base sur lesquels cette Grande Loge puisse être invitée à reconnaître toute Grande Loge qui demanderait à être reconnue par la Juridiction Anglaise, le Bureau des Propositions Générales a obéi avec joie. Le résultat, comme suit, a été approuvé par le Grand Maître, et formera la base d'un questionnaire qui sera retourné à l'avenir à chaque Juridiction qui demandera la reconnaissance Anglaise. Le Bureau souhaite que non seulement ces obédiences, mais plus généralement l'ensemble de tous les Frères de la Juridiction du Grand Maître, soient entièrement informés de ces Principes de Base de la Franc-maçonnerie auxquels la Grande Loge d'Angleterre s'est tenue tout au long de son histoire.
1. Régularité d'origine ; c'est-à-dire que chaque grande loge doit avoir été établie légalement par une grande loge dûment reconnue ou par trois loges ou plus régulièrement constitués.
2. Que la croyance en le Grand Architecte de l'Univers et en sa volonté révélée soient une condition essentielle de l'admission des membres.
3. Que tous les initiés prennent leurs obligations sur, ou en pleine vue, du volume de la Loi Sacrée ouvert, de manière à symboliser la révélation d'en haut qui lie la conscience de l'individu particulier qui est initié.
4. Que les membres de la grande loge et des loges individuelles soient exclusivement des hommes, et qu'aucune grande loge ne doit avoir quelque relation maçonnique que ce soit avec des loges mixtes ou des obédiences qui acceptent des femmes parmi leurs membres.
5. Que la grande loge aient une juridiction souveraine sur les loges qui sont sous son contrôle; c'est-à-dire qu'elle soit une organisation responsable, indépendante, et gouvernée par elle-même, disposant de l'autorité unique et indiscutée sur les degrés du métier ou symboliques (apprenti, compagnon et maître) au sein de sa juridiction; et qu'elle ne dépende ni ne partage en aucune manière son autorité avec un suprême conseil ou un autre pouvoir qui revendiquerait quelque contrôle ou supervision que ce soit sur ces degrés.
6. Que les trois grandes lumières de la franc-maçonnerie (à savoir le volume de la Loi Sacrée, l'équerre et le compas) soient toujours exposées quand la grande loge ou ses loges subordonnées sont au travail, la première d'entre elles étant le volume de la Loi Sacrée.
7. Que la discussion de sujets politiques ou religieux soit strictement interdite au sein de la loge.
8. Que les principes des anciens Landmarks, des coutumes et des usages de la fraternité soient strictement observés. »

### Proposition de 1989
La proposition d'une nouvelle rédaction des « basic principles » date de 1989, et montre quelques différences. Elle fut proposée par le Board of General Purposed de la Grande Loge unie d'Angleterre. Mais elle n'a pas été confirmée par la Grande Loge unie elle-même qui continue à utiliser les critères de 1929 . La voici:
« 
La franc-maçonnerie est pratiquée sous l'autorité de nombreuses grande loges indépendantes dont les principes et les normes sont similaires à ceux établis par la Grande Loge unie d'Angleterre tout au long de son histoire.
Normes :
Pour être reconnue par la Grande Loge unie d'Angleterre, une grande loge doit respecter les normes suivantes :
1. Elle doit avoir été légalement constituée par une grande loge régulière ou par trois loges particulières ou plus, si chacune d'entre elles a été légitimée par une grande loge régulière.
2. Elle doit être véritablement indépendante et autonome, et avoir une autorité incontestée sur la franc-maçonnerie du métier - ou de base - (c'est-à-dire les degrés symboliques d'apprenti, de compagnon et de maître) au sein de sa juridiction, et ne pas être sous la dépendance, ni partager son pouvoir en aucune manière avec aucun autre organisme maçonnique.
3. Les francs-Maçons placés sous sa juridiction doivent croire en un Être suprême.
4. Tous les francs-Maçons placés sous sa juridiction doivent prendre leurs obligations sur ou en pleine vue du volume de la Loi Sacrée (qui est la Bible) ou sur le livre qui est considéré comme sacré par l'homme concerné.
5. Les trois grandes lumières de la franc-maçonnerie (qui sont le volume de la Loi Sacrée, l’équerre et le compas) doivent être exposés quand la grande loge ou ses loges subordonnées sont ouvertes.
6. Les discussions politiques et religieuses doivent être interdites dans ses loges.
7. Elle doit adhérer aux principes établis (les "Anciens Landmarks") et aux coutumes du métier, et insister pour qu'ils soient observés au sein de ses Loges.

Grandes Loges irrégulières ou non reconnues
Il existe quelques soi-disant obédiences maçonniques qui ne respectent pas ces normes, par exemple qui n'exigent pas de leurs membres la croyance en un Être suprême, ou qui encouragent leurs membres à participer en tant que tels aux affaires politiques.
Ces obédiences ne sont pas reconnues par la Grande Loge unie d'Angleterre comme étant maçonniquement régulières, et tout contact maçonnique avec elles est interdit. »
La Grande Loge unie d'Angleterre peut toutefois considérer « régulières » des obédiences sans pour autant les reconnaître  , .

### Clarification de 2007
En 2007, le Pro-Grand Maître de la GLUA, le marquis de Northampton, a clarifié la position britannique sur les sujets de reconnaissance. Il ne s'agit cependant pas d'une position officielle de la Grande Loge Unie d'Angleterre.
Dans son allocution devant les représentants d'obédiences européennes reconnues par la Grande Loge unie d'Angleterre et d'obédiences non reconnues, mais respectant la tradition et les règles de la franc-maçonnerie il a précisé que :
- Plusieurs obédiences peuvent être considérées comme régulières dans chaque pays ou région. Il n'appartient pas à la GLUA d'en juger au préalable, mais à l'obédience reconnue et à ces dernières de s'entendre.
- La reconnaissance par une obédience reconnue d'une autre obédience n'implique absolument pas la reconnaissance de la GLUA…
- … Par conséquent une obédience reconnue par la GLUA peut parfaitement reconnaître des obédiences non reconnues par la GLUA

Par cette clarification le pro-GM a ainsi mis dos à dos les obédiences qui rejetaient sur la GLUA les sujets liés à la « Régularité » et a souligné que les sujets de reconnaissance entre obédiences traditionnelles étaient souvent d'ordre politique et non pas qualitatifs.

### Réaffirmation en 2009 des principes de reconnaissance commune (Angleterre, Écosse, Irlande) de 1938
En août 1938, les trois grandes loges, d'Angleterre, d'Écosse et d'Irlande, ont émis des règles communes de reconnaissance des autres obédiences maçonniques. Ces règles furent acceptées par la Grande Loge Unie d'Angleterre le 7 septembre 1949.
Le texte de ces règles est strictement identique pour les trois Grandes Loges, excepté le nom. Il s'agit donc ici du texte où le nom de la Grande Loge Unie d'Angleterre est placé.
En 2009, les trois grandes loges estiment que rien n'est de nature à modifier leur attitude et que seule une adhésion rigide à ces principes permettra à la Franc-maçonnerie de survivre.
1. De temps à autre, la Grande Loge unie d'Angleterre a jugé souhaitable de préciser les objectifs de la franc-maçonnerie tels qu'ils furent constamment pratiqués sous sa juridiction depuis qu'elle a été créée comme un corps organisé, en 1717, et ainsi de définir les principes régissant ses relations avec les autres Grandes Loges avec lesquelles elle est en accord fraternel.
2. Compte tenu des observations qui ont été reçues, ainsi que des déclarations récemment émises qui ont déformé ou occulté les véritables objectifs de la franc-maçonnerie, il a été une fois de plus jugé nécessaire de mettre l'accent sur certains principes fondamentaux de l'Ordre.
3. La première condition pour être admis, et être membre, de l'Ordre, est la croyance en un Être suprême. Ceci est essentiel et n'admet aucun compromis.
4. La Bible, déclarée par les francs-maçons comme le Volume de la Loi Sacrée, est toujours ouverte dans les Loges. Chaque candidat est tenu de prendre son obligation sur ce livre ou sur le Volume qu'il tient capable, pour sa foi particulière, de transmettre la sainteté d'un serment ou de la promesse, prise sur elle.
5. Pour toute personne qui entre dans la franc-maçonnerie, il est, dès le départ, strictement interdit de tolérer tout acte qui peut avoir tendance à troubler la paix et le bon ordre de la société, il doit faire acte d'obéissance à la loi de l’État dans lequel il réside ou qui peut lui offrir la protection, et il ne doit jamais être négligent dans l'allégeance due au Souverain de son pays natal.
6. Dès lors que la franc-maçonnerie anglaise inculque à chacun de ses membres les comportements  de loyauté et de citoyenneté, il réserve à chaque individu le droit d'organiser sa propre opinion en ce qui concerne les affaires publiques. Mais ni dans une loge, ni à n'importe quel moment en sa qualité de, et en tant que franc-maçon, il ne lui est pas permis de discuter ou de faire avancer son point de vue théologique ou sur des questions politiques.
7. La Grande Loge a toujours systématiquement refusé d'exprimer une opinion sur les questions de politique d'un État étranger ou le sien, soit ici ou à l'étranger, et elle ne permettra pas que son nom soit associé à toute action, même celle qui apparaîtrait humanitaire, ce qui porterait atteinte à sa politique immuable de se tenir à l'écart de toutes les questions touchant aux relations entre un gouvernement et un autre, ou entre les partis politiques ou les questions débattues par le gouvernement.
8. La Grande Loge est consciente qu'il existe des corps se déclarant francs-maçons, qui n'adhèrent pas à ces principes, et bien que cette attitude existe, la Grande Loge d'Angleterre refuse absolument d'avoir des relations avec de tels organismes, ou de les considérer comme francs-maçons.
9. La Grande Loge d'Angleterre est un organisme souverain et indépendant ne pratiquant la franc-maçonnerie que dans les trois degrés et seulement dans les limites définies par sa Constitution comme «pure Ancienne Maçonnerie». Elle ne reconnaît, ni n'admet l'existence d'aucune autre autorité.
10. À plus d'une occasion, la Grande Loge a refusé, et continuera de refuser, de participer à des conférences avec les soi-disant associations internationales qui prétendent représenter la franc-maçonnerie, qui admettent l'adhésion des organismes en défaut de se conformer strictement aux principes sur lesquels la Grande Loge de l'Angleterre est fondée. La Grande Loge n'admet aucune réclamation à ce sujet, ni que ses opinions soient représentées par de telles associations.
11. Il n'y a aucun secret à l'égard de l'un des principes de base de la franc-maçonnerie, dont certaines ont été mentionnées ci-dessus. La Grande Loge a toujours envisagé la reconnaissance des Grandes Loges qui professent et pratiquent, et peuvent montrer avoir toujours professé et pratiqué de tels principes établis et non altérés, mais en aucun cas elle n'entrera dans des discussions en vue de changer ou de modifier l'interprétation de ceux-ci. Ils doivent être acceptés et mis en pratique sans réserve et dans leur intégralité par ceux qui désirent être reconnus comme des francs-maçons par la Grande Loge Unie d'Angleterre.

## Autres groupes de reconnaissances mutuelle
Il existe d'autres groupes de reconnaissances mutuelle. La plupart sont fondés sur des principes qui, comme ceux des basic principles ou comme les landmarks, se veulent symboliquement immuables, mais évoluent pourtant, au moins dans leur formulation, au cours du temps. La plupart du temps, ces autres groupes ne font pas directement référence au terme de « régularité maçonnique ». Cependant, toutes les obédiences qui les composent se considèrent elles-mêmes comme « régulières », le plus souvent par référence à l'esprit des Constitutions d'Anderson. Les plus connus sont le Centre de liaison et d'information des puissances maçonniques signataires de l'appel de Strasbourg (CLIPSAS) fondée en janvier 1961 ; le Centre de liaison internationale de la franc-maçonnerie Féminine (CLIMAF) ; l'Association maçonnique intercontinentale libérale (AMIL) créée en 1996 lorsque le Grand Orient de France a quitté le CLIPSAS ; la Confédération des grandes loges unies d'Europe (GLUE) fondée le 18 juin 2000 par un traité d’union signé par trois grandes loges.